# Forbes (Dacota do Norte)
Forbes é uma cidade localizada no estado norte-americano de Dacota do Norte, no Condado de Dickey.

## Demografia
Segundo o censo norte-americano de 2000, a sua população era de 64 habitantes.
Em 2006, foi estimada uma população de 60, um decréscimo de 4 (-6.3%).

## Geografia
De acordo com o United States Census Bureau tem uma área de
0,6 km², dos quais 0,6 km² cobertos por terra e 0,0 km² cobertos por água.

## Localidades na vizinhança
O diagrama seguinte representa as localidades num raio de 36 km ao redor de Forbes.